# JLS (banda de pop)
JLS (es el acrónimo de Jack the Lad Swing), es una banda británica, previamente denominada  UFO, consistente en los miembros Aston Merrygold, Oritsé Williams, JB Gill y Marvin Humes. Ellos originalmente firmaron para la compañía productora Tracklacers de Nueva York Track y luego continuaron hasta lograr un segundo lugar en la quinta serie de ITV reality talent show Factor X en 2008, llegando segundos detrás de Alexandra Burke. En abril de 2013, se separan definitivamente, por conflictos personales entre ellos.
A continuación de su presentación en Factor X, JLS firmaron contrato con Epic Records. Sus primeros dos sencillos, "Beat Again" y "Everybody in Love" llegaron ambos a ser número uno en las Lista de sencillos del RU. El JLS, álbum homónimo de debut de la banda, fue liberado el 9 de noviembre de 2009, y desde entonces ha vendido más de 1 000 000 de copias en el RU. JLS ganó los premios "Artista revelación británico" y "Sencillo británico" (por "Beat Again") en los Premios BRIT de 2010. Ellos ganaron también diversos premios en el Mobo awards para la mejor canción, con "Beat Again" en 2009 y también el de Mejor Recienllegado en el mismo año. En 2010 ganaron el MOBO Awards por el mejor acto en RU y por el Mejor Álbum.
En 2010 JLS firmó un contrato de grabación para Norteamérica con Jive Records, y sacó "Everybody in Love" como su debut con un sencillo en Estados Unidos, aunque no enlistó. "The Club Is Alive", el sencillo principal del segundo álbum de estudio, fue lanzado en el RU en julio de 2010, y le permitió a la banda ganar su tercer número 1 en las Listas de sencillos del RU. Su sencillo "Love You More", el sencillo oficial para Children in Need en 2010, fue su cuarto número uno en el RU. Su sencillo "She Makes Me Wanna" con participación de Dev fue su quinto número uno en el RU. JLS han vendido más de 3 000 000 de álbumes.

## Carrera musical

### 2006–2008: UFO
Williams decidió entrar al negocio de la música porque su madre tiene esclerosis múltiple y quiere recolectar dinero para ayudarle a encontrar una cura. Fue originalmente explorado para una cantidad de bandas juveniles pero Williams no se sintió cómodo y creía que un grupo debería tener una conexión "real" entre cada uno, como era el caso de sus héroes Boyz II Men. Decidió formar su propia banda juvenil y, por medio de amigos, conoció a Marvin Humes quien tenía experiencia en R&B/música pop, al haber sido parte de VS en 2004. El próximo en unirse fue Aston Merrygold, que había hecho una vez un casting en ITV para el programa Fun Song Facy por sus habilidades atléticas. El último en unirse al grupo fue JB Gill por su "oído musical", principalmente por harmonies. Ellos empatizaron, se volvieron amigos y juntos se les llamó UFO, Únicos, Famosos, Escandalosos (Unique Famous Outrageous, en inglés). Mientras se abrían camino en el negocio de la música, UFO firmó inmediatamente con el dúo Tracklacers para la producción y composición, por intermedio de s ucompañía de producción New Track City. A fines de 2007 UFO ganó su primer premio en el Urban Music Awards por la Mejor Actuación Inédita, gracias a su mash-up de "Stand by Me" por Ben E. King y "Beautiful Girls" por Sean Kingston.  Poco después, ellos liberaron su segundo sencillo, "Slap Ya Elbow". UFO y los Tracklacers se embarcaron en una jornada que los llevaría finalmente al próximo capítulo. El grupo le dio crédito a 'DJ Triz', quien produjo una de las primeras canciones del grupo y les ayudó a escribirla.

### 2008:El Factor Xy el nuevo nombre
UFO audicionó para quinta temporada de Factor X en 2008, pero tuvieron que cambiarse de nombre porque ya estaba siendo usado. Ellos decidieron continuar con el nombre JLS (Jack the Lad Swing), un estilo creado con los Tracklacers hacía unos meses atrás, combinando la frase "Jack the lad" y la música urbana de New Jack Swing. A continuación de la eliminación de los grupos vocales Bad Lashes y Girlband en las semanas uno y dos respectivamente, JLS fueron la última presentación del concurso de Louis Walsh, pero a lo largo de todos los shows en vivo los jueces los consideraron ser la mejor banda salida de Factor X. En la semana siete JLS ellos estuvieron entre los dos últimos junto con Rachel Hylton. Sin embargo, sobrevivieron gracias a los votos de Walsh, Cheryl Cole y Simon Cowell. Cowell afirmó cuando justificasba su decisión de voto que JLS no merecía estar entre los dos peores. En la semana ocho, JLS ejecutaron "...Baby One More Time" y recibieron comentarios adversos de dos de los cuatro jueces, y Cowell les dijo "por el momento ustedes están afuera". Después de su segunda interpretación, sin embargo, Cowell comentó que ellos estaban "de vuelta en carrera" y que ellos "podrían haber alcanzado un récord" con la interpretación.
En la semana nueve JLS ejecutaron "Umbrella" y "I'm Already There". Cowell predijo entonces que ellos ganarían la competencia. Ellos lograron llegar a la final y realizaron su propia versión de la canción ganadora, "Hallelujah", la que la otra finalista Alexandra Burke también cantó. El público vot´ço por segunda vez esa noche y Burke ganó la competencia, JLS llegando en segundo lugar. Ellos fueron la cuarta banda musical en lograr llegar a la final. A continuación de su éxito en The X Factor, la compañía discográfica de Cowell, Syco, anunció que ellos estaban por firmar con JLS con un pago anticipado de £75,000. The Sun reportó posteriormente el 20 de enero de 2009 que Cowell se había retractado de su oferta, habiendo decidido en cambio centrarse en Alexandra Burke. El mánager de JLS pensó que la banda se acomodaba bien para Epic Records, con la cual ellos firmaron un contrato en enero de 2009.

### 2009–2010: álbum debutante
Apenas el contrato estuvo firmado, Epic A&Rs Nick Raphael y Jo Charrington iniciaron la preparación del álbum contactando a los compositores y productores de música pop songwriters que pensaron serían los mejores de la industria. Estos incluían a Steve Mac, Wayne Hector, J.R. Rotem y DEEKAY. Cuando fueron a visitar a Mac él les tocó "Beat Again", una canción que había escrito con Héctor, y la pareja acetó entusiasmadamente que ella le calzaba perfectamente a JLS. Charrington dijo: "Una vez que has obtenido esa canción especial todo lo demás parece calzar en su lugar." La canción fue lanzada como el sencillo de debut en julio, solo seis meses después que la banda había firmado con la discográfica. Llegó a #1 en las listas de sencillos del Reino Unido el 19 de julio de 2009.
El 9 de noviembre de 2009 JLS liberó su homónimamente titulado álbum debutante, JLS. El álbum debutó como #1 en la lista de álbum del Reino Unido, vendiendo más de 1 millón de copias y llegó a ser el sexto álbum más vendido en el reino Unido en el año 2009, habiendo sido liberado solo 8 semanas antes que fuese compilada la lista. Su segundo sencillo "Everybody in Love", liberado el 2 de noviembre de 2009, también encabezó la lista de los sencillos del Reino Unido. Su tercer sencillo One Shot, se encaramó al número seis a pesar de un lanzamiento físico; sin embargo permaneció en las listas durante varias semanas a pesar de la caída.
Debido al éxito de su álbum, el grupo se embarcó en su primer tour, con veiticinco compromisos alrededor del RU e Irlanda. El grupo también se convirtió en el primer competidor de Factor X que ganara un Premio BRIT en 2010, ganando el British Breakthrough y el Best British Single por "Beat Again". Jay-Z afirmó que ellos llegarán a ser tan grandes como N*SYNC.
A inicios de 2010 una guerra de ofertas se puso en acción entre las americanas Epic Records y Jive Records para firmar contrato con JLS para un trato para Norteamérica. El grupo acordó con Jive Records, mientras que continuaban con Epic Records, su discográfica nativa para el RU de Sony Music.
A agosto de 2010 el álbum había vendido más de 1.2 millones de copias y es certificado 4x Platinum en el RU. El álbum fue lanzado como un EP de seis pistas en los Estados Unidos, interpretando las pistas "Beat Again", "Everybody In Love", "One Shot", "Only Tonight" y "Close To You" de la edición del RU del álbum, junto con "The Club Is Alive" del segundo álbum del grupo. Fue lanzado el 3 de agosto de 2010. JLS también ganó dos premios en la entrega de premios del BT Digital Music del 2010, ganando el premio Mejor Grupo y mejor Video por 'Love', derrotando a grandes figuras.

### 2010–2011:Outta This World
En una entrevista con HitQuarters grabada en marzo, el productor y compositor Steve Mac dijo que él estaba en ese momento componiendo para el segundo álbum de JLS, Otro contribuyente al álbum, Lucas Secon, dijo que el estilo de las canciones que él había trabajado para el álbum eran "un poco más acústicas", preimaginando lo que el ve como un cambio hacia la música desde sonidos sintéticos a una expresión más viva. El productor-compositor Chris Braide confirmó en agosto que acababa de componer y producir dos pistas para el álbum. Braide dijo que compuso versiones "esqueleto" de las canciones por sí mismo, y luego dos miembros de JLS vinieron entonces a su estudio de Londres para ayudar a completarlas. Una de las canciones fue compuesta y grabada en el lapso de un día.
"The Club Is Alive" cipal en abril y lanzado el 4 de julio de 2010. La banda promocinó el sencillo en el programa Britain's Got Talent y en GMTV. El sencillo debutó como número uno, convirtiéndose en el tercer número uno de la banda en el RU. Entonces las noticias sugirieron que un segundo sencillo, "Ay Mama", iba a ser liberado en los Estados Unidos el 14 de septiembre de 2010 y fue hecho de modo de hacer participar a Barbadian, un compositor-cantor de Shontelle. Sin embargo la banda le dijo a Digital Spy que aunque se había grabado una canción con Shontelle, nunca fue confirmada para el álbum. El 16 de septiembre de 2010 la banda develó el segundo sencillo, "Love You More" y fue un sencillo de BBC Children In Need. Fue su cuarto número en el RU. La banda escribió la canción con Toby Gad y Wayne Hector.
Outta This World fue lanzado el 22 de noviembre de 2010 y debutó como número 2 en la Lista de álbumes del RU vendiendo 152,000 copias, siendo bloqueado su posición número 1 por la segunda semana de ventas del disco rompedor de récords de Take That, el álbum Progress. El tercer sencillo del álbum "Eyes Wide Shut" fue remezclado para interpretar Tinie Tempah, y hasta ahora logró el número ocho en las Listas de sencillos del RU. Junto con promocionar el sencillo, la banda confirmó al periódico The Sun que ellos ya estaban iniciando el trabajo para un tercer álbum de estudio. Merrygold también reveló que la banda había hecho equipo con Bruno Mars para canciones del álbum, y hablaron acerca de la posibilidad de trabajar con Usher o Rihanna. JLS are also set to play a series of Summer shows with X Factor series 6 contestant Olly Murs. El 7 de enero de 2011 el álbum recibió el certificado de doble platinum por BPI, representando ventas por sobre 600,000 unidades en el RU.

### 2011–presente:Jukebox
JLS comenzó a trabajar en su tercer álbum, Jukebox en marzo de 2011. En mayo de 2011 se confirmó que e lprimer sencillo incluirá al escritor-cantante estadounidense Dev, con en título "She Makes Me Wanna". La canción fue producida por BeatGeek, Jimmy Joker, Teddy Sky, que son parte de la compañía productora RedOne, después que el grupo ofertó £30,000 por una sesión de grabación con el productor en el Black Charity Ball de Alicia Keys, en 2010. Fue provisto a las estaciones de radio el 25 de mayo de 2011, mientras que fue liberado para descarga digital el 24 de julio de 2011. El álbum fue liberado el 14 de noviembre de 2011, y la banda se embarcará en otr tour por la arena del RU para apoyarr el álbum en marzo y abril de 2012. el 15 de septiembre JLS anunciaron que "Take a Chance on Me" será su segundo sencillo de su álbum Jukebox. Fue liberado el 4 de noviembre de 2011, y listó número dos en la UK Singles Chart. La canción fue escrita por Emile Ghantous, Frankie Bautista, Nasri Atweh, y Nick Turpin. El tercer sencillo de la banda "Do You Feel What I Feel?" fue liberado el 1 de enero de 2012 y llegó a ser el sencillo peor listado hasta la fecha, llegando al lugar dieciséis. El álbum listó en el número 2 en los listados UK álbum Charts, siendo así el segundo álbum consecutivo que yerra llegar al número 1, y entró a los Irish álbum Charts al número 5.
En 2012 JLS grabó el sencillo oficial de caridad Sport Relief, "Proud". Está programado para ser liberado desde el 18 de marzo de 2012. La canción fue coescrita con Daniel Davidsen, Jason Gill, Cutfather y Ali Tennant, quien también trabajó en el álbum Jukebox. El 23 de abril de 2013 anunciaron su separación.

## Actividades no-musicales
Además de aparecer en numerosos programas de TV para promocionar sus álbumes/sencillos, JLS han tenido dos shows especiales de TV de transmisión propia. El primero fue un documental de una hora de duración para ITV2, titulado JLS Revealed, que salió primeramente al aire el 7 de noviembre de 2009.

## Tours y conciertos
- Factor X Tour 2009 (febrero - marzo de 2009)
- Only Tonight Theatre Tour (enero - marzo de 2010) (liberado en un DVD para RU el 6 de diciembre de 2010)
- Summer Tour 2010 (junio - julio de 2010) (apoyados por Diana Vickers)
- Outta This World Arena Tour (diciembre de 2010 – enero de 2011) (apoyados por Edei, Starboy Nathan, y Six D)
- Summer Tour 2011 (junio  – julio de 2011) (apoyados por Olly Murs, Alexis Jordan y The Kixx)
- The 4th Dimensions Tour (marzo - abril de 2012)

## Discografía
- JLS (2009)
- Outta This World (2010)
- Jukebox (2011)
- Evolution (2012)
- Goodbye – The Greatest Hits (2013)